# Bomburu Ella
Bomburu Ella, také známý jako vodopád Perawella, je vodopád v oblasti Uva-Paranagama na Srí Lance. Nachází se poblíž měst Nuwara Eliya a Badulla, přibližně 15 kilometrů od menšího města Welimada. 

## Charakteristika
Vodopád je asi 50 m vysoký a 20 m široký a skládá se z několika malých vodopádů seskupených dohromady. Jedná se o nejmohutnější a nejširší vodopád na Srí Lance. 
Zdrojem vodopádů Bomburu Ella je jezero nacházející se v centrální vysočině Srí Lanky.

## Galerie

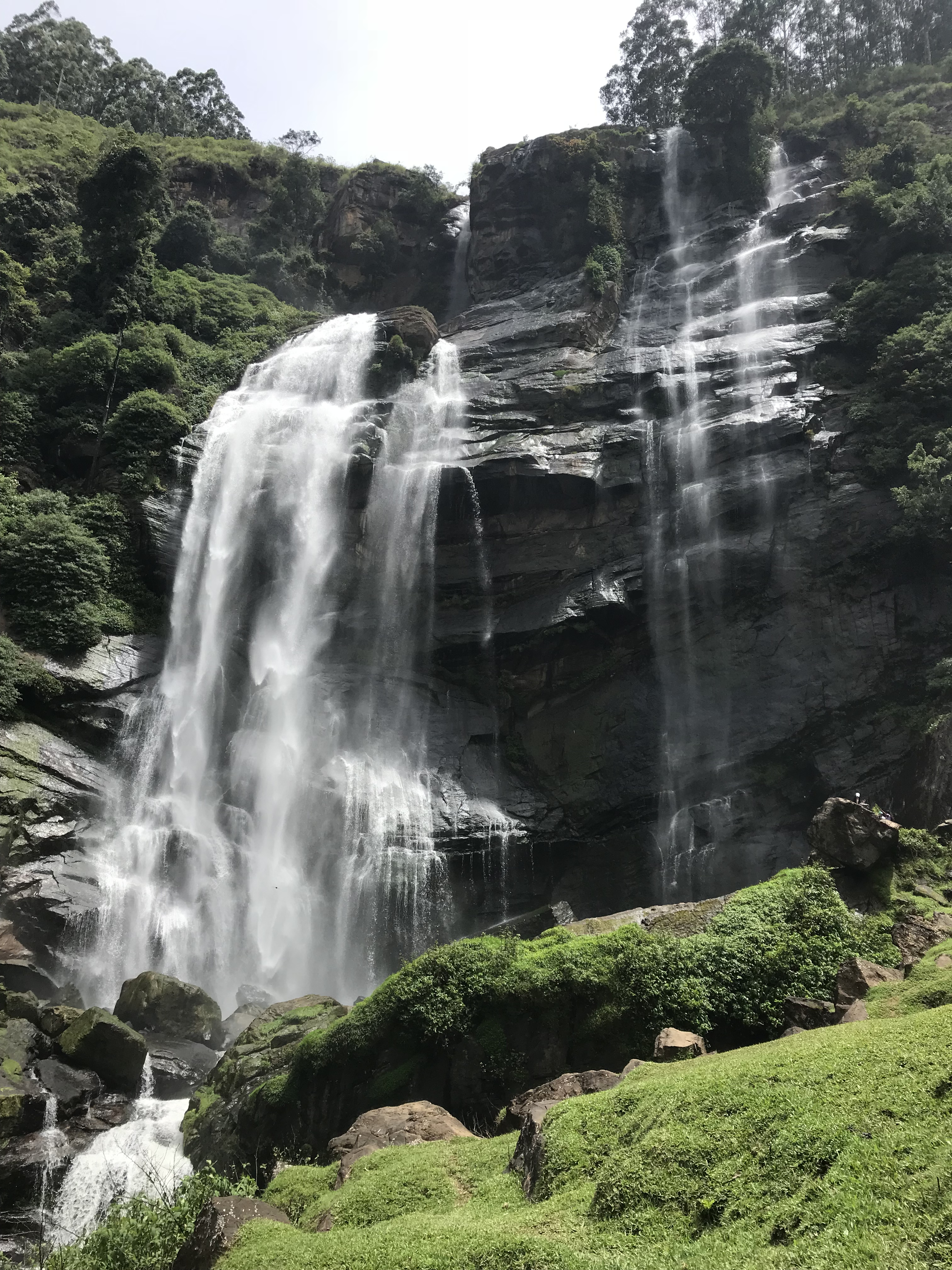
2018
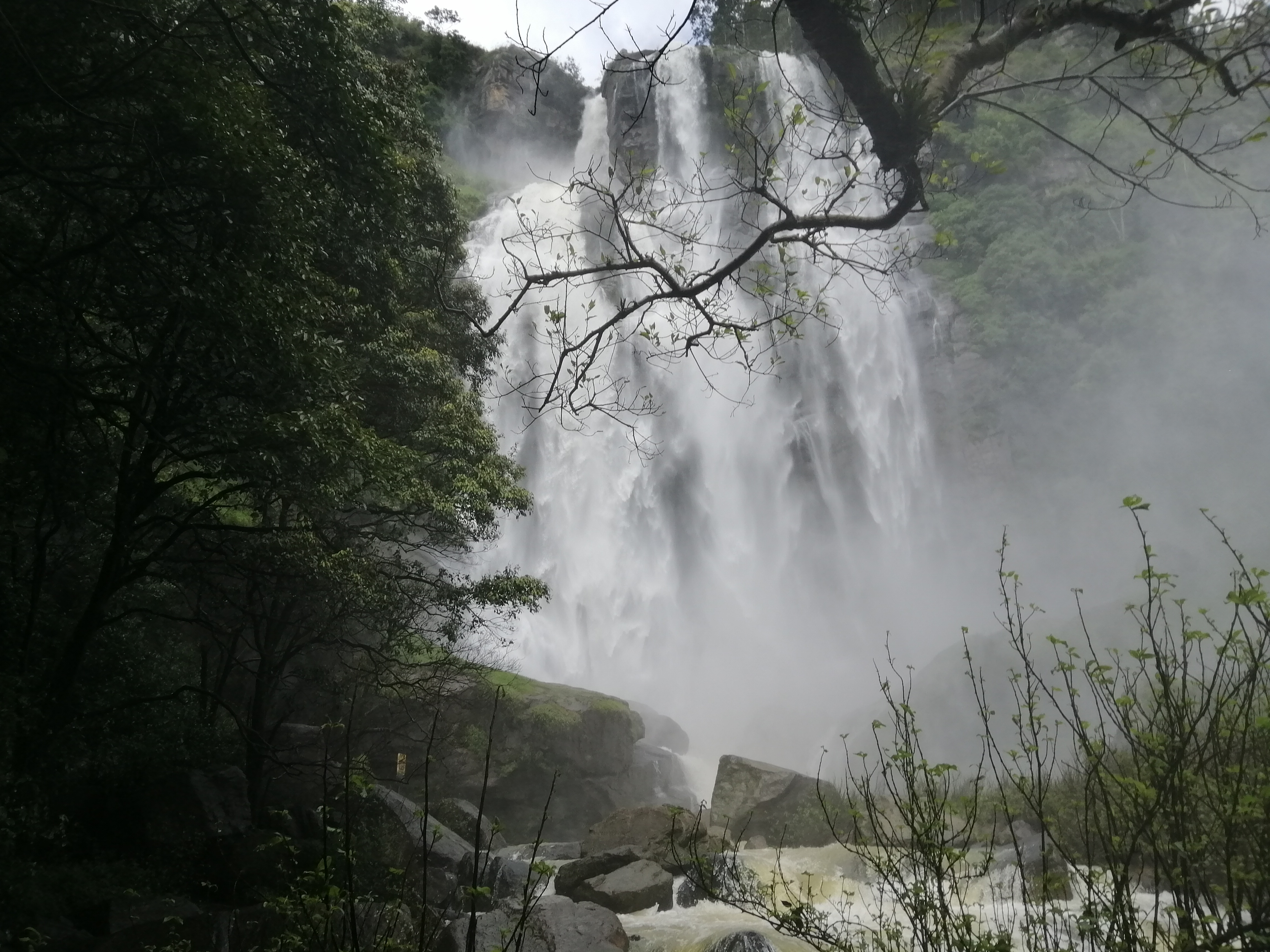
Plný průtok (2018)
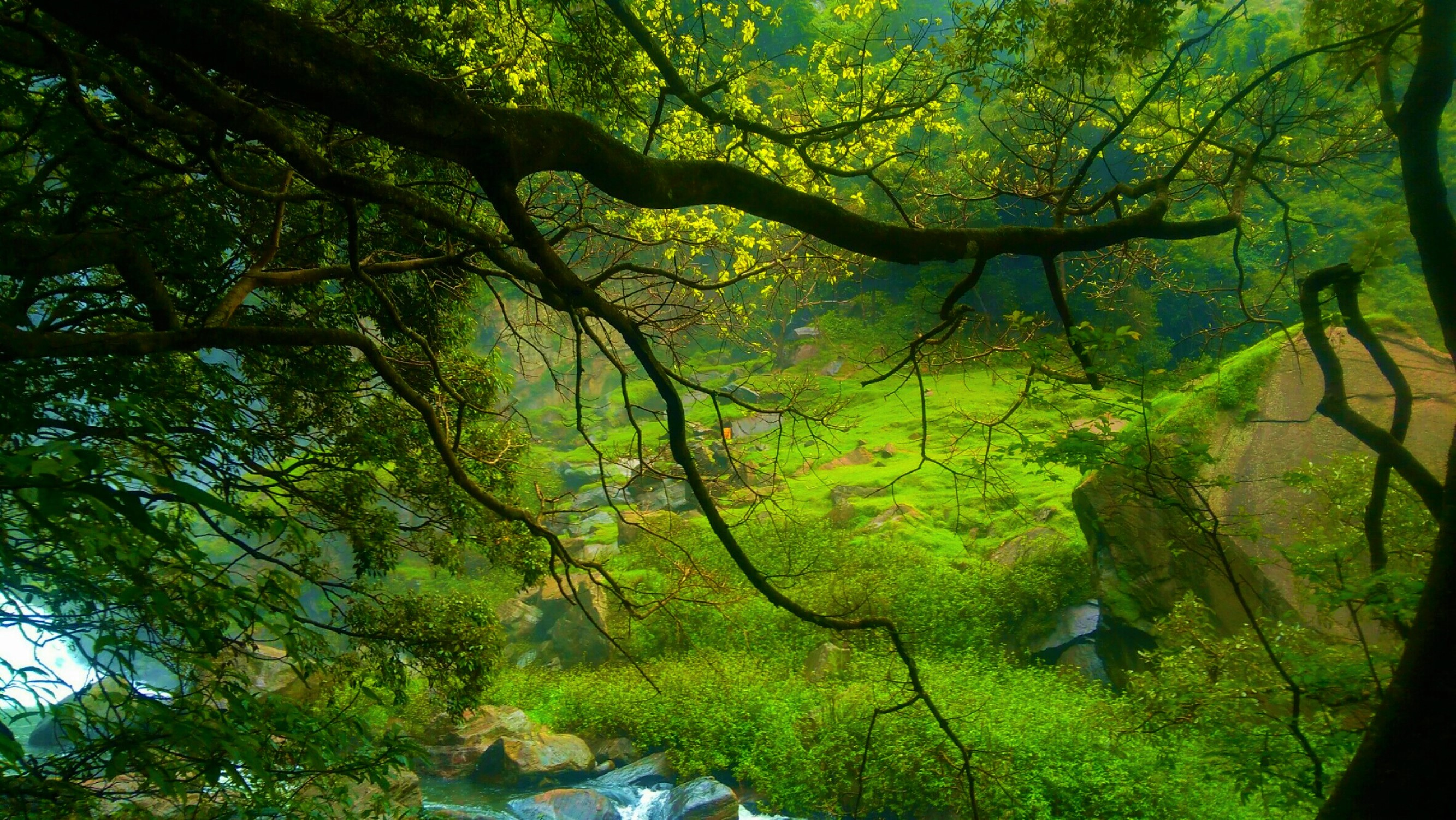
Okolní krajina
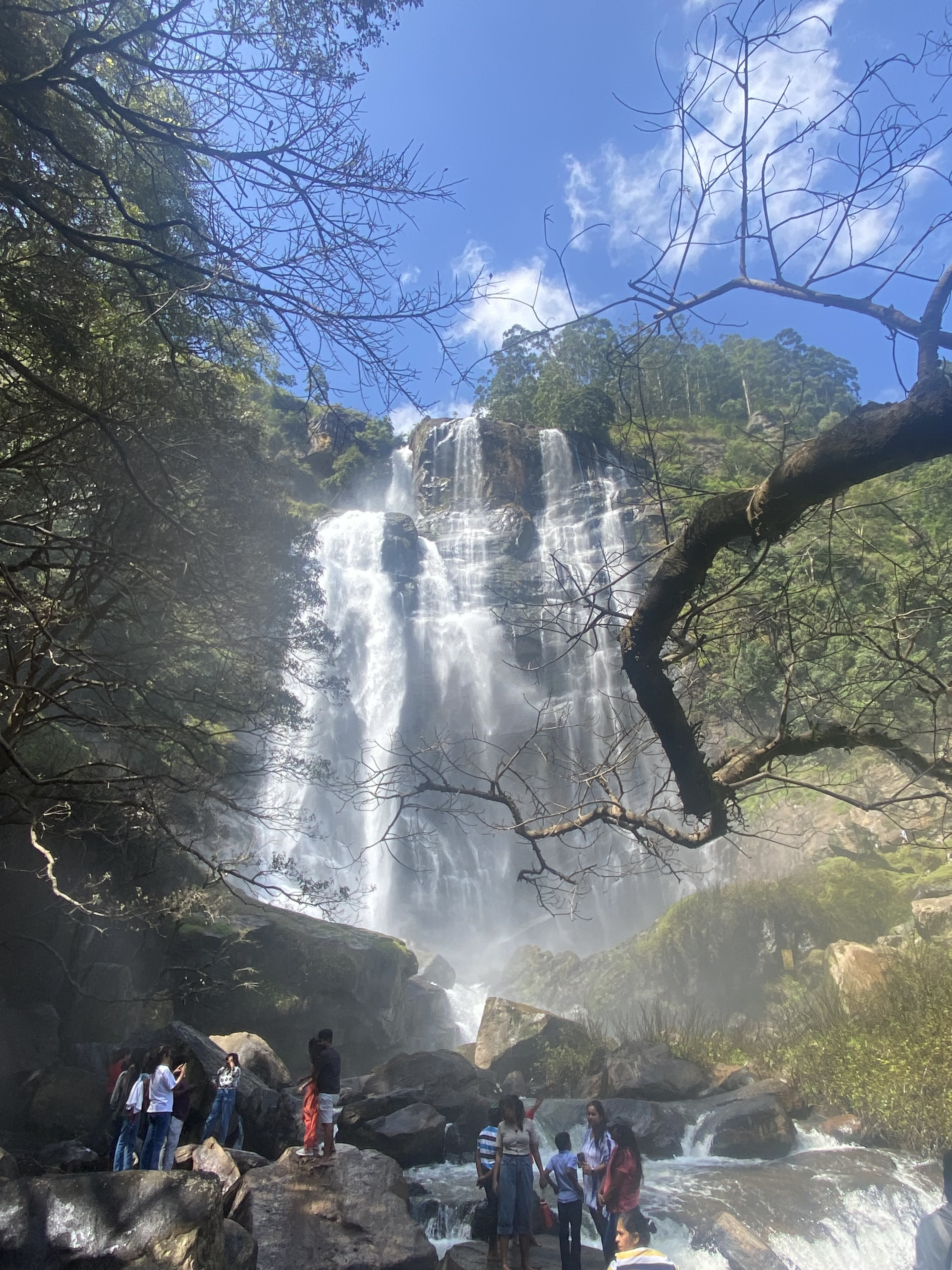
2024